# Vireó daurat
El vireó daurat (Vireo hypochryseus) és un ocell de la família dels vireònids (Vireonidae).

## Hàbitat i distribució
Habita el bosc decidu, vessants escarpades, matoll àrid i bosc de ribera de les terres baixes de la vssant del Pacífic a l'oest de Mèxic.